# Мунакан
Муна́кан (также Мунакаан) — река в Жиганском улусе Якутии (Россия), правый приток Муны. Длина реки составляет 198 км, площадь водосборного бассейна — 4070 км². 
Река начинается на востоке Среднесибирского плоскогорья на высоте более 300 м над уровнем моря. От истока течёт на восток, далее направление течения последовательно меняется на северо-восточное и северное. В ландшафте преобладает лиственничная холмистая тайга. Впадает в Муну выше впадения Хахчана, на высоте менее 108 м над уровнем моря. Ширина в нижнем течении — 52 м при глубине 1,2 м. Скорость течения в низовьях — 0,7 м/с. Населённых пунктов на реке нет. Река замерзает со второй половины октября до конца мая — начала июня.

## Основные притоки
Указаны поименованные притоки длиной 30 км и более
| Название     | Расстояние от устья | Длина | Положение |
| ------------ | ------------------- | ----- | --------- |
| Мунакан-Юрях | 30                  | 30    | левый     |
| Терехтях     | 36                  | 30    | правый    |
| Омодо        | 76                  | 30    | левый     |
| Огоннёр-Юрях | 121                 | 50    | левый     |
| Буор         | 143                 | 30    | левый     |

## Данные водного реестра
По данным государственного водного реестра России и геоинформационной системы водохозяйственного районирования территории РФ, подготовленной Федеральным агентством водных ресурсов:
- Бассейновый округ — Ленский
- Речной бассейн — Лена
- Речной подбассейн — Лена ниже впадения Вилюя до устья
- Водохозяйственный участок — Лена от впадения реки Вилюй до водомерного поста гидрометеорологической станции Джарджан
- Код водного объекта — 18030900112117500010194